# Vasco Rossi 4.0
Vasco Rossi 4.0 è un box set del cantautore italiano Vasco Rossi pubblicato nel 2017.

## Descrizione
Il box set raccoglie i primi quattro album in studio del cantautore italiano ed è stato pubblicato in formato LP e CD.

## Tracce

### Disco 1:...Ma cosa vuoi che sia una canzone...(1978)
1. La nostra relazione
2. ...e poi mi parli di una vita insieme
3. Silvia
4. Tu che dormivi piano (volò via)
5. Jenny è pazza
6. Ambarabaciccicoccò
7. Ed il tempo crea eroi
8. Ciao

### Disco 2:Non siamo mica gli americani!(1979)
1. Io non so più cosa fare
2. Fegato, fegato spappolato
3. Sballi ravvicinati del 3º tipo
4. (per quello che ho da fare) Faccio il militare
5. (per quello che ho da fare) Faccio il militare (reprise)
6. La strega (la diva del sabato sera)
7. Albachiara
8. Quindici anni fa
9. Va bè (se proprio te lo devo dire)

### Disco 3:Colpa d'Alfredo(1980)
1. Non l'hai mica capito
2. Colpa d'Alfredo
3. Susanna
4. Anima fragile
5. Alibi
6. Sensazioni forti
7. Tropico del Cancro
8. Asilo "Republic"

### Disco 4:Siamo solo noi(1981)
1. Siamo solo noi
2. Ieri ho sgozzato mio figlio
3. Che ironia
4. Voglio andare al mare
5. Brava
6. Dimentichiamoci questa città
7. Incredibile romantica
8. Valium
9. Voglio andare al mare (reprise)